# Álvaro Ramos (Politiker)
Álvaro Ramos Trigo (* 11. März 1950 in Montevideo) ist ein uruguayischer Politiker und Agrarwissenschaftler. Von 1995 bis 1998 war er Außenminister von Uruguay.

## Leben
Ramos, der der Partido Nacional angehört, absolvierte zunächst von 1970 bis 1976 erfolgreich ein Studium der Agrarwissenschaft an der agrarwissenschaftlichen Fakultät der Universidad de la República. 1982 erwarb er durch die Konrad-Adenauer-Stiftung ein Diplom in Unternehmensführung und -entwicklung.
Als erstes Ministeramt übernahm er vom 1. März 1990 bis 1. Februar 1993 das Ministerium für Landwirtschaft und Fischereiwesen (spanisch Ministerio de Ganadería, Agricultura y Pesca). Danach war Ramos vom 1. März 1995 bis 2. Februar 1998 als Außenminister von Uruguay tätig. Sein Nachfolger in diesem Amt wurde Didier Opertti. Zudem hatte Ramos in der 44. Legislaturperiode zunächst vom 15. Februar 1995 bis 2. März 1995 und erneut vom 10. Februar 1997 bis zum 14. Februar 2000 ein Senatorenmandat inne. Später übernahm er eine Vorstandstätigkeit in der Beratungsgesellschaft CONSUR sowie beim Unternehmen CARBOSUR. Zudem ist er Berater des Instituto Interamericano de Cooperación Agrícola (IICA), hat einen Lehrauftrag an der Universidad ORT Uruguay und ging diversen anderweitigen Beratertätigkeiten nach.